# Sigillum Civis Virtuti
Sigillum Civis Virtuti (Pieczęć Cnoty Obywatelskiej) – najwyższe miejskie wyróżnienie przyznawane rokrocznie ludziom związanym z Tarnobrzegiem rozsławiającym jego imię i będącym przykładem dla przyszłych pokoleń, ustanowione uchwałą Rady Miasta Tarnobrzega z 6 czerwca 1990. Od 27 lutego 2019 Kanclerzem Kapituły tego odznaczenia jest Bogusław Szwedo.

## Laureaci
To najwyższe tarnobrzeskie wyróżnienie dostali dotychczas:

| Rok  | Laureat                 | Związki z Tarnobrzegiem | Uwagi                                               | Przypisy    |
| ---- | ----------------------- | --- | --------------------------------------------------- | ----------- |
| 1996 | Hieronim Dekutowski     | major Wojska Polskiego, żołnierz Armii Krajowej | tytuł nadany pośmiertnie                            | [ 2 ]       |
| 1997 | Edward Antończyk        | działacz „Solidarności” |                                                     | [ 3 ]       |
| 1998 | Michał Józefczyk        | ksiądz rzymskokatolicki, proboszcz parafii pw. Matki Bożej Nieustającej Pomocy, społecznik, inicjator powstania m.in.: hospicjum, rodzinnego domu dziecka, społecznej szkoły podstawowej i gimnazjum, budowniczy kościołów Matki Bożej Nieustającej Pomocy, św. Barbary, Miłosierdzia Bożego |                                                     | [ 4 ]       |
| 1999 | Bronisława Orzeł        | pracownik oświaty |                                                     | [ 5 ]       |
| 2000 | Tadeusz Szewera         | żołnierz Jędrusiów i Armii Krajowej, dziennikarz |                                                     | [ 6 ]       |
| 2001 | Robert Korzeniowski     | chodziarz, olimpijczyk, odznaczony Krzyżem Komandorskim Orderu Odrodzenia Polski | w jego imieniu odznaczenie odebrali rodzice         | [ 7 ] [ 8 ] |
| 2001 | Irena Wnęk              | żołnierz Armii Krajowej, pedagog, odznaczona Krzyżem Kawalerskim Orderu Odrodzenia Polski |                                                     | [ 7 ] [ 8 ] |
| 2002 | Marian Kosior           | żołnierz Armii Krajowej, działacz opozycji antystalinowskiej Wolność i Niezawisłość, artysta malarz |                                                     | [ 2 ] [ 9 ] |
| 2003 | Katarzyna Pawłowska     | geolog, najstarsza żyjąca współuczestniczka w pracach odkrywczych siarki, żona odkrywcy siarki w rejonie Tarnobrzega Stanisława Pawłowskiego |                                                     | [ 10 ]      |
| 2004 | Irena Flis              | instruktorka ZHP |                                                     | [ 11 ]      |
| 2005 | Kazimierz Wiszniowski   | były tarnobrzeski kurator oświaty, pisarz, społecznik, prezes tarnobrzeskiego Klubu Inteligencji Katolickiej |                                                     | [ 12 ]      |
| 2006 | Stanisław Bar           | ksiądz rzymskokatolicki, probosz parafii pw. św. Barbary |                                                     | [ 13 ]      |
| 2006 | Stanisław Szymański     | sportowiec |                                                     | [ 13 ]      |
| 2007 | Wiktoria Lang-Zielińska | pracownik oświaty, żołnierka Jędrusiów, organizatorka tajnego nauczania w czasie II wojny światowej |                                                     | [ 14 ]      |
| 2008 | Józef Sarna             | porucznik Wojska Polskiego | tytuł nadany pośmiertnie                            | [ 15 ]      |
| 2008 | Stanisław Skoczylas     | |                                                     | [ 16 ]      |
| 2009 | Władysław Jan Jasiński  | dowódca Jędrusiów | tytuł nadany pośmiertnie                            | [ 17 ]      |
| 2009 | Dorota Kozioł           | dziennikarka Tygodnika „Siarka” |                                                     | [ 18 ]      |
| 2010 | Zenon Piekarz           | kapelmistrz Miejskiej Orkiestry Dętej w Tarnobrzegu |                                                     | [ 19 ]      |
| 2011 | Adam Watracz            | sportowiec, trener męskiej i żeńskiej drużyny w tenisa stołowego |                                                     |             |
| 2012 | Rajmund Aschenbrenner   | żołnierz AK, adwokat, obrońca działaczy „Solidarności” w stanie wojennym, prezes Światowego Związku Żołnierzy AK – Okręg Tarnobrzeg |                                                     | [ 20 ]      |
| 2013 | Władysław Szpyt         | żołnierz Armii Krajowej, współzałożyciel Światowego Związku Żołnierzy Armii Krajowej w Tarnobrzegu |                                                     |             |
| 2014 | Sławomir Słoma          | ksiądz rzymskokatolicki, dominikanin, wieloletni kapelan kaplicy przyszpitalnej |                                                     |             |
| 2015 | Stanisław Żwiruk        | były prezydent Tarnobrzega |                                                     |             |
| 2015 | Tadeusz Wojteczko       | były vice-prezydent Tarnobrzega |                                                     | [ 21 ]      |
| 2016 | Jan Tarnowski           | potomek rodu założycieli miasta |                                                     |             |
| 2017 | Edward Busz, „Ryś”      | działacz antykomunistyczny | tytuł nadany pośmiertnie                            |             |
| 2018 | Edward Frankowski       | biskup rzymskokatolicki, inicjator powstania Katolickiego Centrum Pomocy Rodzinie w Tarnobrzegu | w 2008 roku odznaczony tytułem Honorowego Obywatela | [ 22 ]      |
| 2019 | Adam Wójcik             | były konserwator wojewódzki, pierwszy dyrektor Muzeum Historycznego Miasta Tarnobrzega | w 2010 odznaczony tytułem Honorowego Obywatela      | [ 23 ]      |